# Mannès de Guzmán
Mannès de Guzmán, né vers 1170 et mort le 2 août 1235 (ou 1236, voire 1237) est un prêtre dominicain espagnol, fils de Félix Nuñez de Guzmán et de Jeanne d'Aza. Frère cadet de saint Dominique, il est l'un de ses premiers disciples. Après avoir pensé devenir cistercien à Gumiel de Izan, il entre en effet dans l'ordre des prêcheurs et participe à son rayonnement, notamment en France et en Espagne. Béatifié en 1834 par le pape Grégoire XVI, il est célébré le 18 août par les Dominicains, et le 30 juillet en général.

## Frère de sang et de foi
Avec ses frères, il reçoit les bases de son éducation de sa mère et de son oncle maternel Gonzalve d'Aza, prêtre à Gumiel de Izan.
Homme discret et sensible, doté d'un véritable sens du service, sobre mais curieux, ayant de réelles dispositions pour la vie en communauté et l'obéissance, il est envoyé par saint Dominique à Paris avec Bertrand de Garrigues et cinq autres frères. Il participe alors à la fondation du couvent Saint-Jacques, premier établissement dominicain parisien, dont il devient le prieur. 
Rappelé en Espagne, il y consolide l'implantation des maisons dominicaines avec le frère Miguel de Fabre.
Dans le même temps, il conseille saint Dominique sur la forme que doit prendre la branche féminine de l'ordre. En 1219, il fonde un couvent de moniales à Madrid, dont il devient le directeur spirituel.
En 1234, après la canonisation de son frère, il propose la construction d'une église à sa mémoire, à Caleruega. Il meurt peu après. Sa dépouille repose dans le monastère de Gumiel de Izan.

## Source
- (es) Cet article est partiellement ou en totalité issu de l’article de Wikipédia en espagnol intitulé « Manés de Guzmán » (voir la liste des auteurs).